# Ensio Siilasvuo
Ensio Siilasvuo (celým jménem Pehr Hjalmar Ensio Siilasvuo) (rozený Strömberg; 1. ledna 1922 – 10. ledna 2003) byl finský generál, syn generála Hjalmara Siilasvua, známého z období Zimní války.
Do finské armády vstoupil v roce 1940 a v roce 1945 sloužil jako náčelník štábu pěšího pluku. Ve 22 letech byl povýšen na kapitána a během služby byl dvakrát zraněn.
Po druhé světové válce vedl několik misí OSN. Byl velitelem finského kontingentu na Kypru (UNFICYP) v letech 1964–1965 a zastával různé pozice na Blízkém východě po Šestidenní válce. Působil jako velitel Druhých nouzových sil OSN (UNEF II) na Sinajském poloostrově od konce říjnové války v roce 1973 do srpna 1975. V srpnu 1975 byl jmenován hlavním koordinátorem mírových misí OSN na Blízkém východě, kde sloužil až do dosažení míru mezi Egyptem a Izraelem v roce 1979. Do důchodu odešel v roce 1980.
Dne 6. října 1998 byl povýšen do hodnosti plného generála.
Zemřel 10. ledna 2003 v Espoo, Finsko.
Během své kariéry obdržel několik vyznamenání, včetně Velkokříže Řádu lva Finska, Rytíře I. třídy Řádu bílé růže Finska a Kříže svobody III. třídy.
Jeho otec, generálporučík Hjalmar Siilasvuo, byl známý svou rolí během Zimní války.
Siilasvuo také napsal knihu In the Service of Peace in the Middle East, 1967-1979, která popisuje jeho zkušenosti z mírových misí na Blízkém východě.